# Borbacha parumnotata
Borbacha parumnotata är en fjärilsart som beskrevs av W. Warren 1899. Borbacha parumnotata ingår i släktet Borbacha och familjen mätare. Inga underarter finns listade i Catalogue of Life.